# Therese Rosenbaum
Therese Rosenbaum, nata Gassmann (Vienna, 1º aprile 1774 – Vienna, 8 settembre 1837), è stata un soprano austriaco.

## Biografia
Nacque come figlia del compositore austriaco Florian Leopold Gassmann e sorella di Anna Fux, anche essa cantatrice. Le due sorelle ricevettero la formazione al canto da Antonio Salieri. Scritturata presso il teatro di corte di Vienna dal 1790 al 1824, cantò sia nelle opere italiane, sia nelle tedesche.
Nel 1800, sposò il segretario del principe Esterházy, Joseph Carl Rosenbaum. Nel 1801, Therese interpretò la regina della notte ne Il flauto magico di Mozart al Theater am Kärntnertor, il suo ruolo il più famoso, che cantò fino al 1812-1814.
Fece parte con il marito del circolo intimo di Joseph Haydn, ed interpretò tra l'altro la versione vocale delle Sette ultime parole del nostro Redentore sulla croce.

## Interpretazioni
- Regina della notte ne Il flauto magico di Mozart[1]
- Eugenia ne La molinara di Giovanni Paisiello[1]
- Elisetta ne Il matrimonio segreto di Domenico Cimarosa[1]
- La contessa ne Le nozze di Figaro di Mozart[1]
- Donna Elvira nel Don Giovanni di Mozart[1]
- Vitellia ne La clemenza di Tito di Mozart[1]